# 荔枝窩特別地區

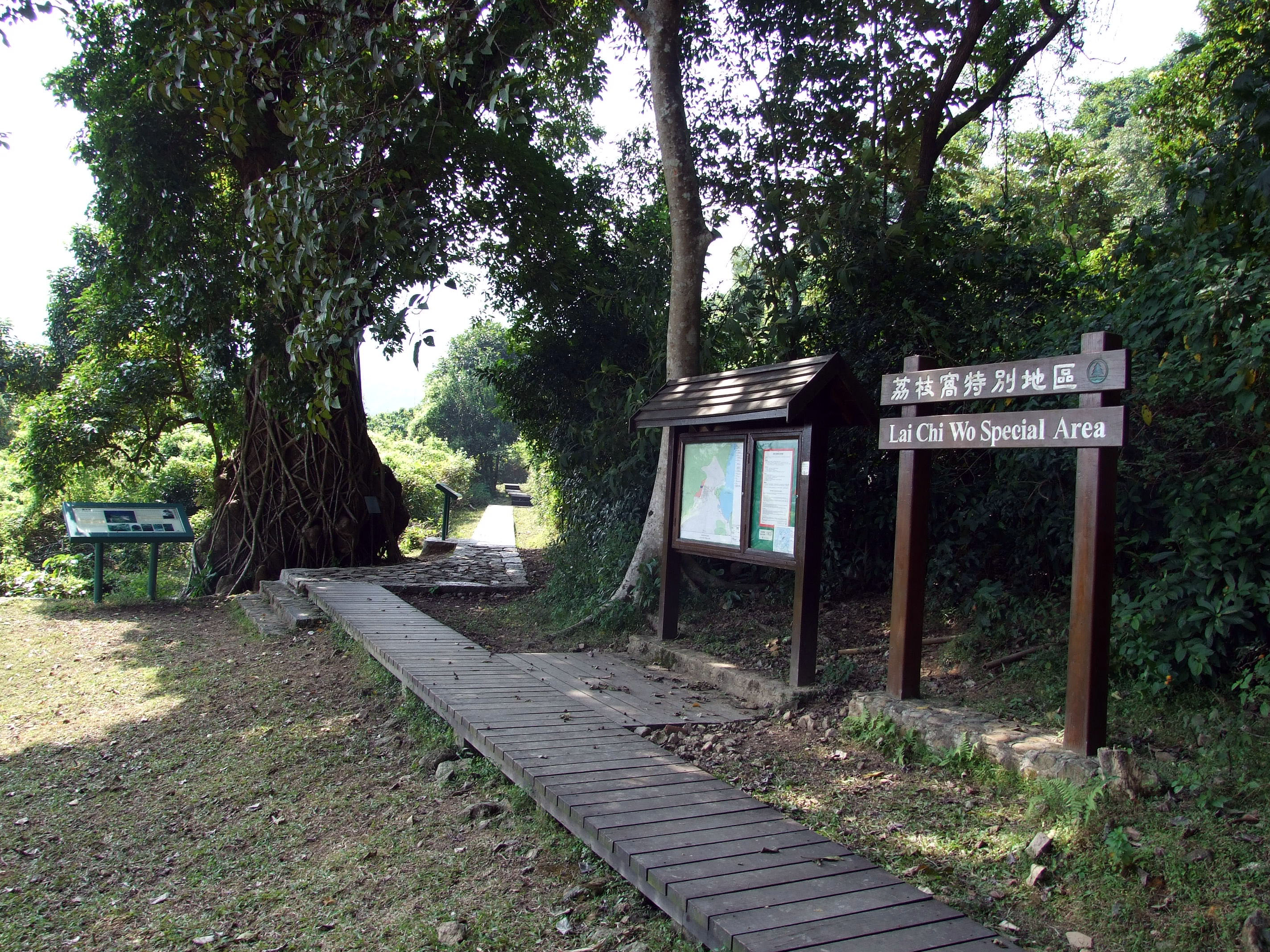
荔枝窩特別地區

荔枝窩特別地區（劃定於2005年3月15日）是一個位於香港新界大埔區荔枝窩的特別地區，佔地1公頃。該自然護理區是香港的第十六個特別地區。
荔枝窩特別地區與船灣郊野公園為鄰。特別地區內為一風水林（客家人文化遺產，為荔枝窩客家村民種植），記錄超過100種植物，包括有青籐公及金葉樹等罕見品種，並有幾棵古老的大樹，型態獨特有趣，如一株人稱「空心樹」的秋楓已被蛀空而剩下外殼；另有一株稱「五指樟」是長有多個分枝的大樟樹，具保育價值。

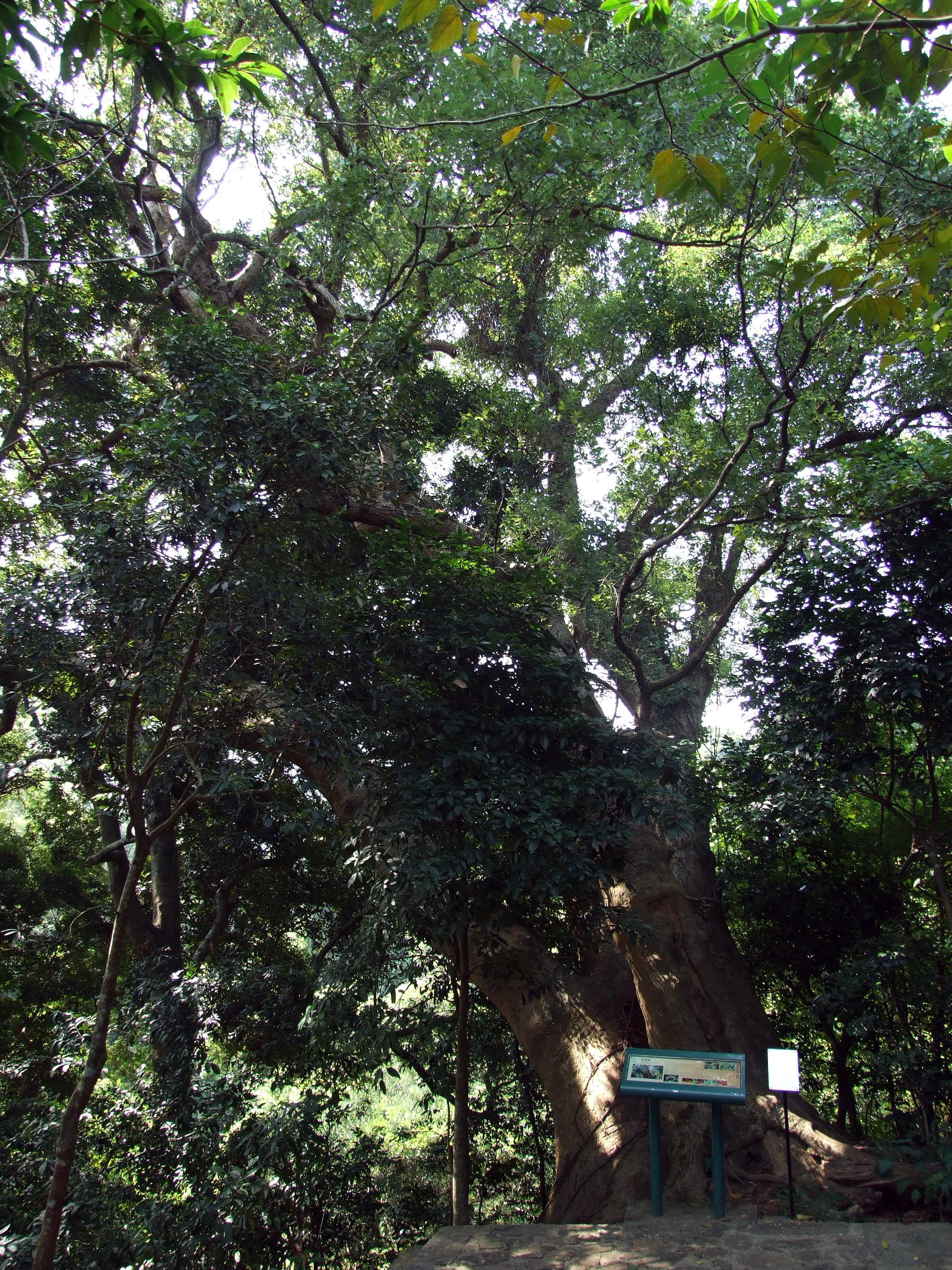
五指樟
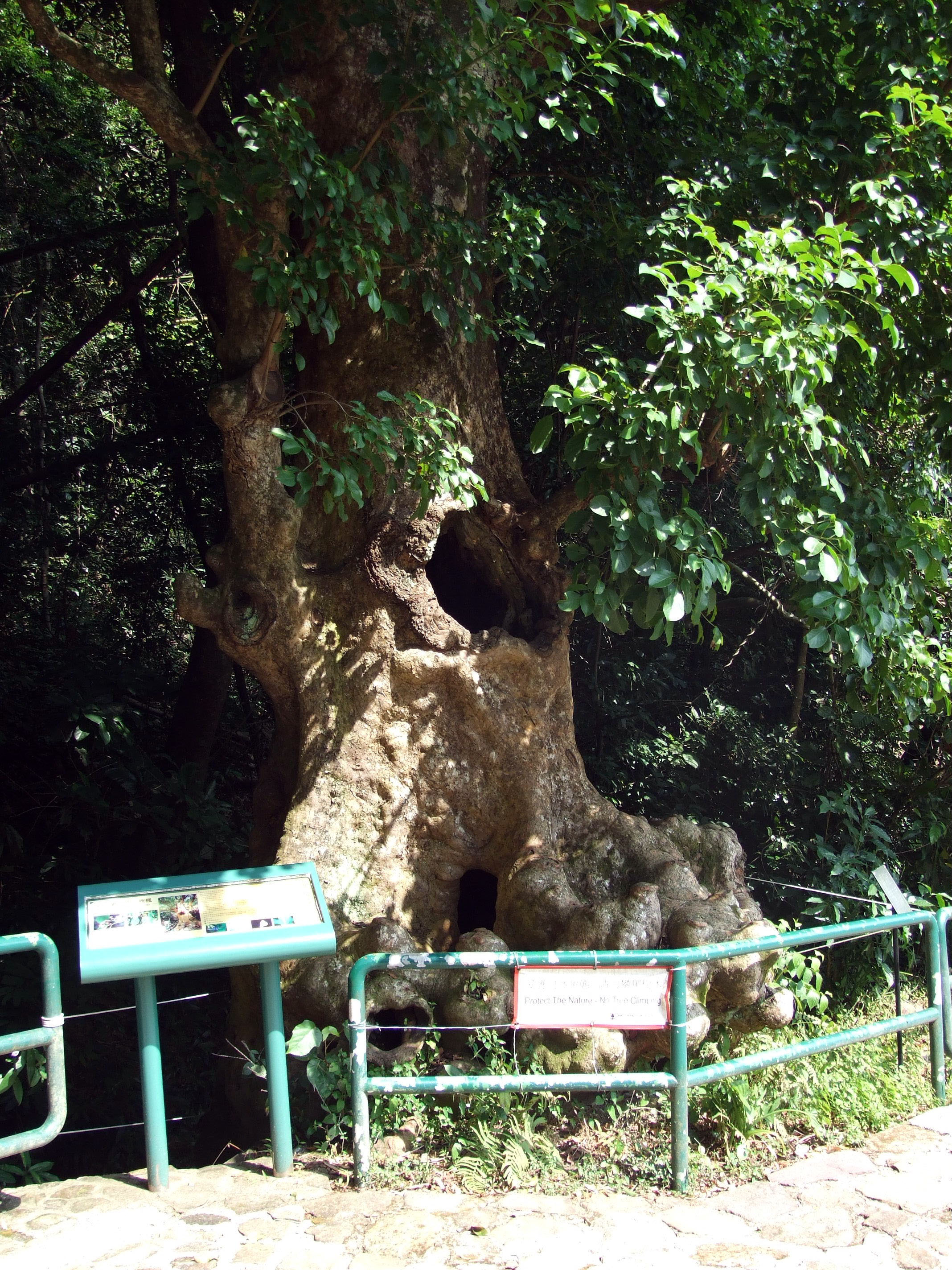
空心樹
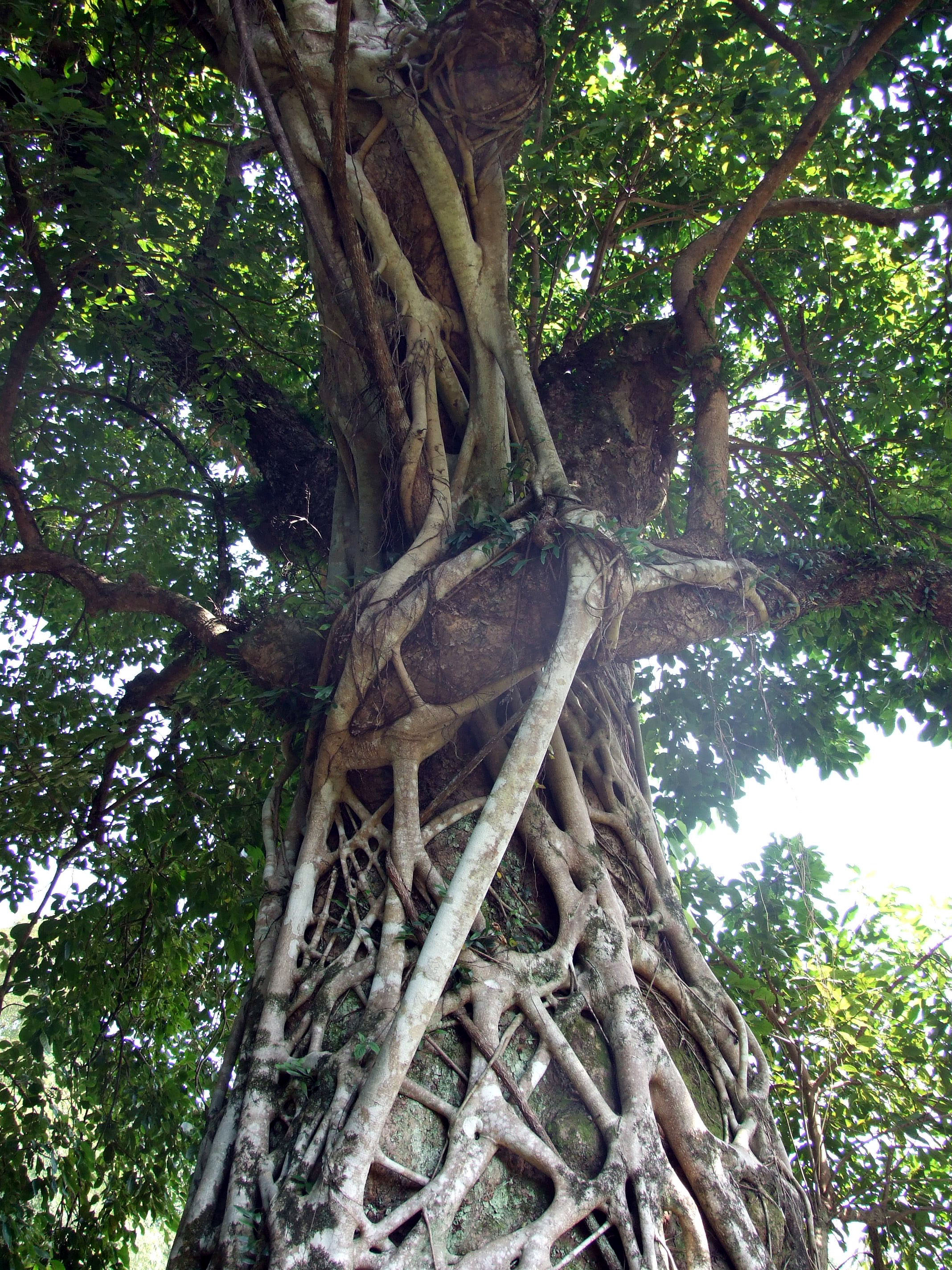
絞殺榕